# Proclossiana alticola
Proclossiana alticola är en fjärilsart som beskrevs av Barnes och Mcdunnough 1913. Proclossiana alticola ingår i släktet Proclossiana och familjen praktfjärilar. Inga underarter finns listade i Catalogue of Life.